# Liste der Nummer-eins-Hits in Österreich (1976)
Dies ist eine Liste der Nummer-eins-Hits in Österreich im Jahr 1976. Sie basiert auf den Single- und Albumlisten der österreichischen Charts. Die Top-20-Single- und Top-10-Albumcharts wurden monatlich jeweils am 15. veröffentlicht.

## Singles
| ← 1975 ← | Liste der Nummer-eins-Hits in Österreich | Liste der Nummer-eins-Hits in Österreich | Liste der Nummer-eins-Hits in Österreich               | 1977 →                                                                                            |
| \| Zeitraum \| Wo. ges. \| Interpret \| Titel Autor(en) \| Zusätzliche Informationen \| \| (Zeitraum, Wochen auf Platz eins, Interpret, Titel, Autor[en], zusätzliche Informationen) \| \| \| \| \| \| ----------------------------------------------------------------------------------------- \| -------- \| ------------------- \| ------------------------------------------------------ \| ------------------------------------------------------------------------------------------------- \| \| 15. Dezember 1975 – 14. Februar 1976 8 Wochen \| 8 \| Georg Danzer \| Jö schau Georg Danzer \| – \| \| 15. Februar 1976 – 14. März 1976 5 Wochen \| 5 \| Penny McLean \| Lady Bump Sylvester Levay, Stefan Prager \| – \| \| 15. März 1976 – 14. April 1976 4 Wochen \| 4 \| Jean-Claude Borelly \| Dolannes Melodie Paul Marie André de Senneville \| – \| \| 15. April 1976 – 14. Mai 1976 4 Wochen \| 4 \| Harpo \| Moviestar Harpo Svensson \| – \| \| 15. Mai 1976 – 14. Juni 1976 5 Wochen \| 5 \| Waterloo & Robinson \| My Little World Gerhard Heinz \| Für Waterloo & Robinson ist es bereits der zweite Nummer-eins-Hit in den österreichischen Charts. \| \| 15. Juni 1976 – 14. August 1976 8 Wochen \| 8 \| ABBA \| Fernando Stig Anderson, Benny Andersson, Björn Ulvaeus \| – \| \| 15. August 1976 – 14. November 1976 14 Wochen \| 14 \| Bellamy Brothers \| Let Your Love Flow Larry E. Williams \| – \| \| 15. November 1976 – 14. März 1977 17 Wochen \| 17 \| Boney M. \| Daddy Cool Musik: Frank Farian; Text: George Reyam \| – \| |                                          |                                          |                                                        |                                                                                                   |
| ← 1975 |                                          |                                          |                                                        | → 1977 →                                                                                          |
| Zeitraum | Wo. ges.                                 | Interpret                                | Titel Autor(en)                                        | Zusätzliche Informationen                                                                         |
| (Zeitraum, Wochen auf Platz eins, Interpret, Titel, Autor[en], zusätzliche Informationen) |                                          |                                          |                                                        |                                                                                                   |
| 15. Dezember 1975 – 14. Februar 1976 8 Wochen | 8                                        | Georg Danzer                             | Jö schau Georg Danzer                                  | –                                                                                                 |
| 15. Februar 1976 – 14. März 1976 5 Wochen | 5                                        | Penny McLean                             | Lady Bump Sylvester Levay, Stefan Prager               | –                                                                                                 |
| 15. März 1976 – 14. April 1976 4 Wochen | 4                                        | Jean-Claude Borelly                      | Dolannes Melodie Paul Marie André de Senneville        | –                                                                                                 |
| 15. April 1976 – 14. Mai 1976 4 Wochen | 4                                        | Harpo                                    | Moviestar Harpo Svensson                               | –                                                                                                 |
| 15. Mai 1976 – 14. Juni 1976 5 Wochen | 5                                        | Waterloo & Robinson                      | My Little World Gerhard Heinz                          | Für Waterloo & Robinson ist es bereits der zweite Nummer-eins-Hit in den österreichischen Charts. |
| 15. Juni 1976 – 14. August 1976 8 Wochen | 8                                        | ABBA                                     | Fernando Stig Anderson, Benny Andersson, Björn Ulvaeus | –                                                                                                 |
| 15. August 1976 – 14. November 1976 14 Wochen | 14                                       | Bellamy Brothers                         | Let Your Love Flow Larry E. Williams                   | –                                                                                                 |
| 15. November 1976 – 14. März 1977 17 Wochen | 17                                       | Boney M.                                 | Daddy Cool Musik: Frank Farian; Text: George Reyam     | –                                                                                                 |

## Alben
| ← 1975 ← | Liste der Nummer-eins-Alben in Österreich | Liste der Nummer-eins-Alben in Österreich | Liste der Nummer-eins-Alben in Österreich | 1977 →                    |
| \| Zeitraum \| Wo. ges. \| Interpret \| Titel \| Zusätzliche Informationen \| \| (Zeitraum, Wochen auf Platz eins, Interpret, Titel, zusätzliche Informationen) \| \| \| \| \| \| ------------------------------------------------------------------------------ \| -------- \| -------------------------- \| ----------------------------- \| ------------------------- \| \| 15. Dezember 1975 – 14. Februar 1976 8 Wochen \| 8 \| Elvis Presley \| Elvis – seine 40 größten Hits \| – \| \| 15. Februar 1976 – 14. April 1976 9 Wochen \| 9 \| (Verschiedene Interpreten) \| Hit Machine \| – \| \| 15. April 1976 – 14. Mai 1976 4 Wochen \| 4 \| (Verschiedene Interpreten) \| Musik-Box \| – \| \| 15. Mai 1976 – 14. August 1976 13 Wochen \| 13 \| Waterloo & Robinson \| Songs \| – \| \| 15. August 1976 – 14. Oktober 1976 9 Wochen \| 9 \| ABBA \| The Best of ABBA \| – \| \| 15. Oktober 1976 – 14. November 1976 5 Wochen \| 5 \| (Verschiedene Interpreten) \| British Greats \| – \| \| 15. November 1976 – 14. Dezember 1976 4 Wochen \| 4 \| Neil Diamond \| Beautiful Noise \| – \| \| 15. Dezember 1976 – 14. Januar 1977 4 Wochen \| 4 \| (Verschiedene Interpreten) \| Disco Rocket \| – \| |                                           |                                           |                                           |                           |
| ← 1975 |                                           |                                           |                                           | → 1977 →                  |
| Zeitraum | Wo. ges.                                  | Interpret                                 | Titel                                     | Zusätzliche Informationen |
| (Zeitraum, Wochen auf Platz eins, Interpret, Titel, zusätzliche Informationen) |                                           |                                           |                                           |                           |
| 15. Dezember 1975 – 14. Februar 1976 8 Wochen | 8                                         | Elvis Presley                             | Elvis – seine 40 größten Hits             | –                         |
| 15. Februar 1976 – 14. April 1976 9 Wochen | 9                                         | (Verschiedene Interpreten)                | Hit Machine                               | –                         |
| 15. April 1976 – 14. Mai 1976 4 Wochen | 4                                         | (Verschiedene Interpreten)                | Musik-Box                                 | –                         |
| 15. Mai 1976 – 14. August 1976 13 Wochen | 13                                        | Waterloo & Robinson                       | Songs                                     | –                         |
| 15. August 1976 – 14. Oktober 1976 9 Wochen | 9                                         | ABBA                                      | The Best of ABBA                          | –                         |
| 15. Oktober 1976 – 14. November 1976 5 Wochen | 5                                         | (Verschiedene Interpreten)                | British Greats                            | –                         |
| 15. November 1976 – 14. Dezember 1976 4 Wochen | 4                                         | Neil Diamond                              | Beautiful Noise                           | –                         |
| 15. Dezember 1976 – 14. Januar 1977 4 Wochen | 4                                         | (Verschiedene Interpreten)                | Disco Rocket                              | –                         |